# Oliver Mtukudzi
Oliver « Tuku » Mtukudzi, né le 22 septembre 1952 à Harare et mort le 23 janvier 2019 à Harare, est un chanteur et guitariste zimbabwéen. Il s'agit d'un des artistes contemporains les plus connus du pays. Il rejoint en 1977 le groupe Wagon Wheels, dont fait partie Thomas Mapfumo. Deux ans plus tard, il commence sa carrière solo.

## Biographie
Mtukudzi est né dans une famille de six personnes. Une de ses sœurs et son frère unique (mort du sida) sont morts avant lui. Jeune, il chante dans une chorale et apprend à jouer sur une guitare à 3 cordes.
Oliver Mtukudzi a commencé à se produire en 1977 lorsqu'il a rejoint les Wagon Wheels, un groupe également interprété par Thomas Mapfumo. Leur single Dzandimomotera a remporté l'or et le premier album de Tuku a suivi, ce qui a également été un succès majeur. Mtukudzi est également un contributeur de Mahube, le "super-groupe" de l'Afrique australe. Au début des années 1990, il produit la bande originale du film Neria.
Mtukudzi a eu plusieurs tournées à travers le monde. Il a fait plusieurs tournées au Royaume-Uni, aux États-Unis et au Canada pour se produire devant un large public.
En 2003, il fonde le centre d'art de Norton. En 2011, il devient ambassadeur de l'UNICEF pour l'Afrique de l'est et du sud. En 2017, Mtukudzi a diverti les invités lors du mariage de l'homme d'affaires du Zimbabwe, Wicknell Chivayo.
Tuku (ainsi qu'il est surnommé) meurt le 23 janvier 2019 à Harare des suites du diabète.
Il reçoit In Memoriam un Coup de Cœur Musiques du Monde 2019 de l’Académie Charles Cros le mercredi 20 mars 2019 à Portes-lès-Valence, dans le cadre du Festival « Aah ! Les Déferlantes ! ».

## Style
Grâce à sa voix enrouée, Mtukudzi est devenu la voix la plus reconnue du Zimbabwe et sur la scène internationale. Il a conquis un public dévoué à travers l’Afrique et au-delà. Membre du groupe KoreKore du Zimbabwe, dont le totem est Nzou Samanyanga, il chante dans la langue dominante shona, aux côtés du ndébélé et de l'anglais. Il incorpore également des éléments de différentes traditions musicales, donnant à sa musique un style distinctif, connu des fans sous le nom de Tuku Music.
Son style musical est décrit comme un mélange de la pop zimbabwéenne jit et de la township pop d'Afrique du Sud.

## Discographie (extrait)
- 1978 : Ndipeiwo Zano
- 1979 : Chokwadi Chichabuda
- 1979 : Muroi Ndiani?
- 1980 : Africa
- 1981 : Shanje
- 1981 : Pfambi
- 1982 : Maungira
- 1982 : Please Ndapota
- 1983 : Nzara
- 1983 : Oliver's Greatest Hits
- 1984 : Hwema Handirase
- 1985 : Mhaka
- 1986 : Gona
- 1986 : Zvauya Sei?
- 1987 : Wawona
- 1988 : Nyanga Nyanga
- 1988 : Strange, Isn't It?'
- 1988 : Sugar Pie
- 1989 : Grandpa Story
- 1990 : Chikonzi
- 1990 : Pss Pss Hallo!
- 1990 : Shoko
- 1991 : Mutorwa
- 1992 : Rombe
- 1992 : Rumbidzai Jehova
- 1992 : Neria Soundtrack'
- 1993 : Son of Africa
- 1994 : Shoko
- 1995 : Ziwere Mukobenhavn
- 1999 : Tuku Music
- 1999 : Ndega Zvangu
- 2000 : Paivepo
- 2001 : Neria
- 2001 : Bvuma (Tolerance)
- 2002 : Vhunze Moto
- 2002 : Shanda [live]
- 2004 : Tsivo
- 2004 : Africa
- 2004 : Chikonzi (Messenger!)
- 2004 : Ndipeiwo Zano
- 2004 : Rumbidzai Jehova
- 2004 : Other Side [live]
- 2004 : Maungira
- 2005 : Nhava
- 2006 : Wonai
- 2007 Tsimba Itsoka
- 2008 Dairai (Believe)
- 2010 Rudaviro
- 2010 Kutsi Kwemoyo (compilation)
- 2011 Rudaviro
- 2011 Abi'angu (Duets of My Time)
- 2012 Sarawoga
- 2014 Mukombe Wemvura
- 2016 God Bless You - The Gospel Collection
- 2016 Eheka Nhai Yahwe!
- 2018 han’a (Concern)

## Vie privée
Mtukudzi est le père de cinq enfants et a deux petits-enfants. Deux de ses enfants sont aussi des musiciens. Sa fille, Selmor Mtukudzi, est une musicienne primée. Son fils Sam Mtukudzi, un musicien reconnu, est décédé des suites d'un accident de voiture en mars 2010. Il compose son album Sarawoga en réponse à la mort de son fils Sam.